# 19. Tony-gála
A 19. Tony-gála az 1964/1965-ös szezon legjobb Broadway színházi alakításait értékelte. A díjátadót 1965. június 13-án tartották a New York-i Astor Hotelben, a műsor házigazdái Tom Bosley, Jose Ferrer és Van Johnson volt. A gálát a WWOR-TV közvetítette élőben.

## Győztesek és jelöltek
A nyertesek félkövérrel jelölve.
| Legjobb színdarab | Legjobb musical |
| --- | --- |
| - The Subject Was Roses – Frank Gilroy - Szerelem, ó! – Murray Schisgal - Furcsa pár – Neil Simon - Csöppnyi Alicia – Edward Albee | - Hegedűs a háztetőn - Golden Boy - Half a Sixpence - Oh, What a Lovely War! |
| Legjobb színdarabproducer | Legjobb musicalproducer |
| - Claire Nichtern – Szerelem, ó! - Hume Cronyn, Allen Hogdon Inc., Stevens Productions Inc., Bonfils-Seawell Enterprises – Slow Dance on the Killing Ground - Theatre 1965, Richard Barr, Clinton Wilder – Csöppnyi Alicia - Robert Whitehead – Tartuffe                                                            | - Harold Prince – Hegedűs a háztetőn - Allen-Hodgdon, Stevens Productions Inc., Harold Fielding – Half a Sixpence - Hillard Elkins – Golden Boy - David Merrick – The Roar of the Greasepaint – The Smell of the Crowd                               |
| Legjobb férfi főszereplő színdarabban | Legjobb női főszereplő színdarabban |
| - Walter Matthau – Furcsa pár (Oscar Madison) - John Gielgud – Csöppnyi Alicia (Julian) - Donald Pleasence – Poor Bitos (Bitos (Robespieere)) - Jason Robards – Az éjszakai portás ("Erie" Smith) | - Irene Worth – Csöppnyi Alicia (Miss Alice) - Marjorie Rhodes – All in Good Time (Lucy Fitton) - Beah Richards – The Amen Corner (Margaret Alexander) - Diana Sands – A bagoly és a cicababa (Doris)                                                |
| Legjobb férfi főszereplő musicalben | Legjobb női főszereplő musicalben |
| - Zero Mostel – Hegedűs a háztetőn (Tevye) - Sammy Davis Jr. – Golden Boy (Joe Wellington) - Cyril Ritchard – The Roar of the Greasepaint – The Smell of the Crowd (Úr) - Tommy Steele – Half a Sixpence (Arthur Kipps)                                                                                             | - Liza Minnelli – Flora the Red Menace (Flora Mezaros) - Elizabeth Allen – Do I Hear a Waltz? (Leona Samish) - Nancy Dussault – Bajour (Emily Kirsten) - Inga Swenson – Baker Street (Irene Adler)                                                   |
| Legjobb férfi mellékszereplő színdarabban | Legjobb női mellékszereplő színdarabban |
| - Jack Albertson – The Subject Was Roses (John Cleary) - Murray Hamilton – Absence of a Cello (Otis Clifton) - Martin Sheen – The Subject Was Roses (Timmy Cleary) - Clarence Williams III – Slow Dance on the Killing Ground (Randall)                                                                             | - Alice Ghostley – The Sign in Sidney Brustein's Window (Mavis Parodus Bryson) - Rae Allen – Traveller Without Luggage (Juliette) - Alexandra Berlin – All in Good Time (Violet Fitton) - Carolan Daniels – Slow Dance on the Killing Ground (Rosie) |
| Legjobb férfi mellékszereplő musicalben | Legjobb női mellékszereplő musicalben |
| - Victor Spinetti – Oh, What a Lovely War! (További szereplők) - Jack Cassidy – Fade Out – Fade In (Bryon Prong) - James Grout – Half a Sixpence (Chitterlow) - Jerry Orbach – Guys and Dolls (Sky Masterson) | - Maria Karnilova – Hegedűs a háztetőn (Golde) - Luba Lisa – I Had a Ball (Addie) - Carrie Nye – Half a Sixpence (Helen Walsingham) - Barbara Windsor – Oh, What a Lovely War! (További szereplők)                                                   |
| Legjobb színdarabrendező | Legjobb musicalrendező |
| - Mike Nichols – Szerelem, ó!/Furcsa pár - William Ball – Tartuffe - Ulu Grosbard – The Subject Was Roses - Alan Schneider – Csöppnyi Alicia | - Jerome Robbins – Hegedűs a háztetőn - Joan Littlewood – Oh, What a Lovely War! - Anthony Newley – The Roar of the Greasepaint – The Smell of the Crowd - Gene Saks – Half a Sixpence                                                               |
| Legjobb színdarabszerző | Legjobb musicalszerző |
| - Neil Simon – Furcsa pár - Edward Albee – Csöppnyi Alicia - Frank Gilroy – The Subject Was Roses - Murray Schisgal – Szerelem, ó! | - Joseph Stein – Hegedűs a háztetőn - Jerome Coopersmith – Baker Street - Beverley Cross – Half a Sixpence - Sidney Michaels – Ben Franklin in Paris                                                                                                 |
| Legjobb eredeti zene | Legjobb koreográfia |
| - Hegedűs a háztetőn – Jerry Bock (zene), Sheldon Harnick (dalszöveg) - The Roar of the Greasepaint – The Smell of the Crowd – Anthony Newley (zene), Leslie Bricusse (dalszöveg) - Half a Sixpence – David Heneker (zene és dalszöveg) - Do I Hear a Waltz? – Richard Rodgers (zene), Stephen Sondheim (dalszöveg) | - Jerome Robbins – Hegedűs a háztetőn - Peter Gennaro – Bajour - Donald McKayle – Golden Boy - Onna White – Half a Sixpence |
| Legjobb díszlettervezés | Legjobb jelmeztervezés |
| - Oliver Smith – Baker Street/Szerelem, ó!/'Furcsa pár - Boris Aronson – Hegedűs a háztetőn/Közjáték Vichyben - Sean Kenny – The Roar of the Greasepaint – The Smell of the Crowd - Beni Montresor – Do I Hear a Waltz?                                                                                             | - Patricia Zipprodt – Hegedűs a háztetőn - Jane Greenwood – Tartuffe - Motley – Baker Street - Freddy Wittop – The Roar of the Greasepaint – The Smell of the Crowd                                                                                  |

### Különdíjak
- Gilbert Miller
- Oliver Smith

## Műsorvezetők
A gálán az alábbi műsorvezetők működtek közre:
- George Abbott
- Alan Alda
- Robert Alda
- Alan Arkin
- Jean-Pierre Aumont
- Sidney Blackmer
- Herschel Bernardi
- Victor Borge
- Gower Champion
- Carol Channing
- Barbara Cook
- Farley Granger
- George Grizzard
- Sally Ann Howes
- Anne Jeffreys
- Bert Lahr
- Piper Laurie
- Bethel Leslie
- Ethel Merman
- Barry Nelson
- Molly Picon
- Maureen Stapleton
- Jule Styne
- Eli Wallach

## Fordítás
- Ez a szócikk részben vagy egészben  a(z)   19th Tony Awards című angol Wikipédia-szócikk fordításán alapul.  Az eredeti cikk szerkesztőit annak laptörténete sorolja fel. Ez a jelzés csupán a megfogalmazás eredetét és a szerzői jogokat jelzi, nem szolgál a cikkben szereplő információk forrásmegjelöléseként.